# Brevicornu pedatum
Brevicornu pedatum är en tvåvingeart som beskrevs av Zaitzev 1988. Brevicornu pedatum ingår i släktet Brevicornu och familjen svampmyggor.
Artens utbredningsområde är Kalifornien. Inga underarter finns listade i Catalogue of Life.